# Yvonne von Mollendorff
Yvonne von Mollendorff (Islandia, 21 de febrero de 1946) es una bailarina, coreógrafa, performer y productora de origen alemán que estableció su propia compañía de danza en la década de 1980. Su labor ha sido fundamental en el ámbito de la danza y el arte contemporáneo en el Perú, destacando por un enfoque interdisciplinario que combina diversos lenguajes y manifestaciones artísticas.

## Formación
Yvonne Von Mollendorff nació en Islandia e inició su carrera en la danza a los ocho años como alumna de la escuela de ballet de la Opera de Berlín. Más adelante, von Mollendorf estudió pedagogía, danza y coreografía la universidad Staatliche Hochschule fur Musik de Múnich, titulándose en la Paritatische Tanzgenossenchaft. Aunque su principal formación fue la danza clásica, también estudió danza contemporánea, folklore, danzas de carácter, historia de la danza y música. Asimismo, recibió ocasionalmente clases de importantes figuras de la danza como Mary Wigman.

## Trayectoria
Tras completar su formación académica, Yvonne von Mollendorff desarrolló una trayectoria internacional en la danza, trabajando en importantes compañías europeas. Entre ellas destacan la compañía de Maurice Béjart en Bruselas, el Ballet Real de Holanda y el grupo de Boris Trailine en París. Posteriormente, empieza a explorar los movimientos de creación conceptuales en París y Londres, por lo que abandona la danza durante un tiempo. Durante la década de los setenta, una época marcada por la efervescencia intelectual y artística, conoció al pintor peruano Rafael Hastings, con quien colaboró en diversas creaciones y performances experimentales conocidas como happenings que exploraban la intersección entre la danza, la pintura y otras formas artísticas. En 1974  ambos se instalaron definitivamente en Lima, donde ha desarrollado gran parte de su carrera artística, consolidando junto a Hastings su lugar en el ámbito cultural peruano.
En Lima, en el año 1970, von Mollendorff presentó una innovadora obra de corte conceptual. En un diario local fue anunciada la presentación de una función de "piezas de corta duración" en el Instituto de Arte Contemporáneo (hoy Museo de Arte Italiano) en donde la artista se presentó inmóvil frente al público mientras una voz grabada en una cinta magnetofónica narraba los movimientos de tres estilos de danza coreográfica: ballet clásico, moderno y experimental. Esta manera de presentar la obra buscaba cuestionar la alienación en la que se encontraba el sistema  del arte y la cultura. Este enfoque fue disruptivo para el contexto cultural limeño de la época. A lo largo de los años, Yvonne y su esposo Rafael Hastings realizaron varias performances en diversos espacios, incluyendo el Parque de la Exposición y la Universidad Nacional Autónoma de México (UNAM).
Después de un prolongado tiempo de experimentación dentro de la producción artística conceptual, retoma la danza y se integra en 1979 al Ballet Nacional. Además de haber trabajado en esta institución como bailarina solista, ha realizado con la compañía más de 30 coreografías. Asimismo, en paralelo a su labor con el Ballet Nacional, ha fundado su propia compañía de danza llamada Yvonne von Mollendorff - Danza Contemporáneacon la que  realiza regularmente actividades, presentaciones y giras al interior de país y al extranjero. 
Desde el año 2009, dirige el Festival Internacional de la Escena El Arte del Sol, una iniciativa destinada a llevar las expresiones artísticas fuera de Lima, promoviendo la descentralización cultural y acercando la danza y otras manifestaciones artísticas a nuevos públicos en diferentes regiones del país.
En la actualidad, Von Mollendorff continua con su vena experimental a través de lo que denomina "transformance", que define como una manera de llevar la danza y la performance fuera de sus límites formales, introduciendo al campo coreográfico imágenes paralelamente a actores, y bailarines quienes despliegan un trabajo corporal en conjunción con lectura de textos escritos por ella misma.

## El Festival Internacional de la Escena El Arte del Sol
El Festival Internacional de la Escena El Arte del Sol es una iniciativa organizada por Yvonne von Mollendorff desde el año 2009, con el objetivo de descentralizar las manifestaciones artísticas en Perú. Este festival tiene su cede principal en Máncora y busca ofrecer una plataforma para que las comunidades locales accedan a las distintas disciplinas de las artes escénicas, la danza, el teatro y la música de alta calidad.
La idea del festival surgió cuando Yvonne fue convocada por el Ministerio de Educación (Perú) para dictar talleres de danza a profesores. Al trasladarse a provincias, decidió establecer un espacio fijo en Máncora en lugar de realizar talleres en múltiples localidades. La elección de Máncora se debió a su conexión personal con la zona y a la falta de acceso al arte que percibió en la región.
El festival se celebra anualmente en mayo, en un teatro al aire libre construido por la Municipalidad de Máncora. Este espacio cuenta con un escenario amplio y una infraestructura adecuada para eventos artísticos. Sin embargo, enfrenta los desafíos de mantener el espacio en buenas condiciones durante el resto del año y asegurar que se utilice para actividades que  cumplan con los estándares de calidad que el festival promueve.   
Yvonne ha logrado mantener el festival durante varios años. También ha gestionado el financiamiento para otros proyectos relacionados, como El Coro del Sol, formado por 30 niños de la región.

## Obras emblemáticas
- Ballet verbal. Performance realizada en el Instituto de Arte Contemporáneo (IAC) de Lima, 1970
- Ballet subterráneo. Performance realizada en colaboración con Jorge Eduardo Eielson en el Metro de Paris, 1971 y escenificación de un Poetry Reading de Antonio Cisneros en el ICA, Londres
- Actitudes, fenómenos y connotaciones realizada en Casa de Lago, en México, 1974
- Pachacamac, coreografía para el Ballet Nacional, inauguración del Museo de Pachacamac, Lima, 2016
- La Nada, beneficiario de Juegos Panamericanos, Lima, 2019
- Gárgolas, 2021
- Del cuarto rojo, en homenaje a Rafael Hastings, 2022